# Liste von Mühlen an der Jizera
Die Liste von Mühlen an der Jizera gibt eine Übersicht über die historischen Wassermühlen an der Jizera (deutsch Iser) unabhängig davon, ob sie noch existieren oder bereits verfallen und abgerissen sind. Es wurden etwa 140 Mühlenstandorte erfasst. Viele Mühlen existieren nicht mehr, einige sind umgebaut und dienen anderen Zwecken.

## Legende
- Lage: Ortsteil bzw. Gemarkung sowie Straßenname und Hausnummer. Der Link Standort führt zur Kartendarstellung.
- Objekt: Name der Mühle.
- Beschreibung: Angabe baulicher und geschichtlicher Einzelheiten, von Denkmaleigenschaften sowie ehemaligen Besitzern oder Bewohnern der Mühle.
- ÚSKP-Nr.: Mühlen, die unter Denkmalschutz stehen, werden hier eingetragen. Der Link Katalog führt zur tschechischen Denkmalliste. Ein ggf. vorhandenes Icon  führt zu den Angaben bei Wikidata.
- Bild: zeigt ein Bild der Mühle und gegebenenfalls einen Link zu weiteren Fotos.

Anmerkung: MVE = Malá Vodní Elektrárna = Kleine Wasserkraftanlage zur Stromerzeugung

## Liste von Mühlen an der Jizera-Iser
Die Liste der ehemaligen Mühlen ist entsprechend der örtlichen Lage von der Quelle bis zur Mündung in die Elbe gegliedert.
| Lage                                                                  | Objekt                                     | Beschreibung | ÚSKP-Nr.                  | Bild                            |
| --------------------------------------------------------------------- | ------------------------------------------ | --- | ------------------------- | ------------------------------- |
| Harrachov 280 (Standort)                                              | Erben-Mühle Seifenbach                     | ehem. Mühle Seifenbach - Erbenův mlýn Ryžoviště am Ryzí potok (Seifenbach), urspr. Schleifmühle, jetzt Pension „Hotýlek pod smrkem“ |                           | BW                              |
| Harrachov 1 (Standort)                                                | Harrachsdorfer Mühle                       | ehem. Harrachsdorfer Mühle - Harrachovský mlýn an der Mumlava (Mummel), auch Schleifmühle, vom 18. Jahrhundert bis 1886 in Betrieb, in den 1950er Jahren verfallen, später abgerissen (wüst) |                           | BW                              |
| Harrachov-Nový Svět 95 (Standort)                                     | Steinmühle Harrachsdorf                    | ehem. Steinmühle Harrachsdorf (1839) – Kamenný mlýn am Steinbach (oder Hüttengraben - Huťská strouha) |                           | BW                              |
| Harrachov-Nový Svět 8 (Standort)                                      | Sägemühle Harrachsdorf                     | ehem. Sägemühle Harrachsdorf, Schneidemühle an der Mumlava, später Sägewerk (Pila) |                           | BW                              |
| Kořenov 605 (Standort)                                                | Mühle Wurzelsdorf                          | ehem. Mühle - Mlýn Kořenov an der Jizera (Iser) |                           | BW                              |
| Kořenov 593 (Standort)                                                | Mühle Wurzelsdorf                          | ehem. Mühle Wurzelsdorf an der Jizera, jetzt MVE Kořenov |                           | BW                              |
| Vilémov 219, OT von Rokytnice nad Jizerou (Standort)                  | Mühle Rochlitz-Wilhelmsthal                | ehem. Mühle Wilhelmsthal - mlýn Vilémov an der Jizera, später Industriemühle, jetzt MVE Vilémov |                           | BW                              |
| Paseky nad Jizerou 85 (Standort)                                      | Makover Mühle                              | ehem. Mühle in Makov, OT von Paseky - Makovský mlyn am Makovský potok; ein Blockhausbau mit Mansarddach vom Ende des 18. Jahrhunderts, urspr. eine Holzwerkstatt und Schleiferei, zu Beginn des 20. Jahrhunderts modernisiert. Die technische Ausstattung (Walzenmühle) stammt von der Firma Union a. s., České Budějovice aus den 1920er Jahren, ab 1930 mit Francis-Spiralturbine zur Stromerzeugung. Die ursprüngliche Mahlausrüstung der Mühle ist erhalten. Die Mühle ist als Kulturdenkmal der Tschechischen Republik geschützt. | 18797/6-4937 Info Katalog | weitere Bilder                  |
| Paseky nad Jizerou 80 (Standort)                                      | Mühle Pasek                                | ehem. Mühle Pasek – Čermákův mlýn im unteren Ortsteil am Makovský potok, jetzt Wohnhaus |                           | BW                              |
| Rokytnice nad Jizerou 153 (Standort)                                  | Zinecker Mühle in Nieder Rochlitz          | ehem. Zinecker Mühle in Rochlitz - Zineckerův mlýn in Dolní Rokytnice am Huťský potok (Hüttenbach), später zur Kupferhütte umgebaut. jetzt Pension |                           | BW                              |
| Rokytnice nad Jizerou 142 (Standort)                                  | Mühle Nieder Rochlitz                      | ehem. Mühle Nieder Rochlitz - mlýn v Dolní Rokytnici am Huťský potok (Hüttenbach), aus der Mitte des 19. Jahrhunderts, jetzt Wohnhaus |                           | BW                              |
| Jablonec nad Jizerou, Blansko 539 (Standort)                          | Mühle Jablonetz-Blansko                    | ehem. Mühle in Jablonetz an der Iser, OT Blansko - mlýn u Blanska, abgerissen (wüst), jetzt ein Fabrikgelände |                           | BW                              |
| Jablonec nad Jizerou 30 (Standort)                                    | Mohr-Mühle Jablonetz                       | ehem. Mohr-Mühle Jablonetz – Mohrův mlýn, in den 1950er Jahren abgerissen (wüst) |                           | BW                              |
| Jablonec nad Jizerou, Dolní Tříč 636 (Standort)                       | Mühle Jablonetz-Tritsch                    | ehem. Mühle Jablonetz, OT Tritsch - Tříčský oder Kružský mlýn im Talgrund Na Kruhách, abgerissen, jetzt Firmengelände |                           | BW                              |
| Buřany 37, OT von Jablonec nad Jizerou (Standort)                     | Janats Mühle in Buran                      | ehem. Janat-Mühle Jablonetz, OT Buran (von 1767) - Janatův mlýn am Franzenthaler Bach (Františkovský potok), Mühle mit Turbine zur Stromerzeugung, von 1841 bis 2006 im Besitz der Familie Janat, 1881 aufgestockt und zur sog. Kunstmühle umgebaut. Von 1898 bis 1913 Umbau zur Walzenmühle, 1920 wurde das Mühlrad durch eine Francis-Spiralturbine ersetzt. Wertvolles Mühlenobjekt mit erhaltenen älteren Elementen der technischen Einrichtung, Originalmaschinen und Maschinen-Unikaten, z.B. Teigmischer, Brotbackofen für die angeschlossene Bäckerei. Die Mühle ist als Kulturdenkmal der Tschechischen Republik geschützt. | 26432/6-2571 Info Katalog | weitere Bilder                  |
| Hradsko 192, OT von Jablonec nad Jizerou (Standort)                   | Alte Schlossberg-Mühle                     | ehem. Alte Schlossberg-Mühle – Starozámecký mlýn, ab 1775 im Besitz des Grafen Carretto-Millesimo, Betrieb bis um 1900, danach Industriemühle, abgerissen, jetzt Wasserkraftwerk Hradsko (MVE Vodní elektrárna Hradsko 184) |                           | BW                              |
| Vysoké nad Jizerou 154 (Standort)                                     | Soldatenmühle Hochstadt                    | ehem. Soldatenmühle Hochstadt an der Iser – Vojákův mlýn am Farský potok, erste Erwähnung als Mühle im Jahr 1771, später Ausflugsgaststätte und Erholungsheim, jetzt privates Wochenendhaus. |                           | BW                              |
| Dolní Dušnice 153, OT Maříkov (Standort)                              | Mühle Marikow                              | ehem. Mühle Marikow – mlýn Maříkov, später Gasthaus, jetzt Pension |                           | BW                              |
| Poniklá 304 (Standort)                                                | Mühle Ponikla                              | ehem. Mühle Ponikla – mlýn Poniklá, jetzt MVE Poniklá |                           | BW                              |
| Poniklá 261 (Standort)                                                | Herrenmühle Ponikla                        | ehem. Mühle Ponikla – Panský mlýn, abgerissen (wüst), nur das zweite Mühlengebäude blieb erhalten, jetzt Wasserkraftanlage MVE Poniklá 260 |                           | BW                              |
| Nová Ves 12, OT von Poniklá (Standort)                                | Neudorfer Mühle                            | ehem. Neudorfer Mühle – Novoveský mlýn am Raudnitzer Bach (Roudnický potok), jetzt Wohnhaus |                           | BW                              |
| Víchová nad Jizerou, Mladkov (Standort)                               | Hanusch-Mühle Mladkov                      | ehem. Hanusch-Mühle Mladkov – Mladkovský, Hanušův mlýn, abgerissen (wüst) bzw. Ruine |                           | BW                              |
| Horní Sytová 17, OT von Víchová nad Jizerou (Standort)                | Harrach-Mühle Sytowa                       | ehem. Harrach-Mühle oder Hammermühle Sytowa – Harrachův mlýn am Zusammenflusses von Jizera und Jizerka, abgerissen, jetzt in der Nähe eine Wasserkraftanlage MVE Horní Sytová 94 |                           | BW                              |
| Peřimov 75, OT von Háje nad Jizerou (Standort)                        | Luksch-Mühle Peřimov                       | ehem. Luksch-Mühle Peřimov – Peřimovský mlýn oder Lukšův mlýn am Bach Olšina, urspr. ein hölzerner Bau, um 1900 in Ziegelbauweise im Stil des Spätklassizismus errichtet, als Kulturdenkmal geschützt. Besitzer war Bohumil Lukeš (1902). Die Mühlenausrüstung stammt von der Firma Julius Hübner & Karl Opitz aus Pardubitz. | 49682/6-6090 Info Katalog | weitere Bilder                  |
| Háje nad Jizerou, Dolní Sytová 1 (Standort)                           | Mühle Nieder Sittau                        | ehem. Mühle Nieder Sittau – mlýn na Dolní Sytová, im Unterdorf, errichtet um 1790 mit einem 800 m langen Mühlgraben, das Gebäude mit Mansarddach ist erhalten (ohne Mühlen-Ausrüstung), das angrenzende Fachwerk-Gebäude wurde abgerissen, seit 2000 als Kulturdenkmal der Tschechischen Republik geschützt. | 50493/6-6160 Info Katalog | Mühle Nieder Sittau             |
| Háje nad Jizerou (Standort)                                           | MVE Háje nad Jizerou                       | jetzt Wasserkraftwerk MVE Háje nad Jizerou |                           | BW                              |
| Háje nad Jizerou, Loukov 57 (Standort)                                | Mühle Loukov                               | ehem. Mühle Loukov – mlýn u Loukova, das Hauptgebäude wurde abgerissen, nur der westliche und nördliche Flügel blieb erhalten, jetzt Bibliothek. |                           | BW                              |
| Bystrá nad Jizerou 41 (Standort)                                      | Bystrauer Mühle                            | ehem. Bystrauer Mühle – Janouškův mlýn, seit 1922 mit einer hölzernen Brücke, vom Müller Janoušek errichtet, ein europäisches Unikat, neben der Mühle jetzt eine neue Wasserkraftanlage MVE Bystrá | Wikidata-Objekt anzeigen  | weitere Bilder                  |
| Benešov u Semil, Podolí 260 (Standort)                                | Mühle Podoli                               | ehem. Mühle Podoli – MVE Benešov u Semil |                           | BW                              |
| Bystrá nad Jizerou 32 (Standort)                                      | Untere Bystrauer Mühle                     | ehem. Untere Bystrauer Mühle – Podhajský mlýn |                           | BW                              |
| Benešov u Semil (Standort)                                            | Mühle Beneschau                            | ehem. Mühle Beneschau bei Semil, jetzt Wasserkraftanlage MVE Benešov u Semil |                           | BW                              |
| Benešov u Semil 160 (Standort)                                        | Spinnmühle Beneschau                       | ehem. Spinnmühle Beneschau, später Textilfabrik Hübler & Sohn Beneschau, byv. textilní továrna Hybler & syn, technisches Denkmal. Ende des 19. Jahrhunderts von Josef Václav Hybler als Fabrik zur Herstellung von Textilien und Garnen von Josef Václav Hybler gegründet, Umbau nach dem Ersten Weltkrieg, derzeit ist das Gelände Eigentum der Firma Hybler Textil s.r.o., das sich auf die Herstellung von Bettwäsche und Tischdecken spezialisiert hat. | Wikidata-Objekt anzeigen  | weitere Bilder                  |
| Benešov u Semil 130, 184, OT Podmošna (Standort)                      | Spinnmühle Beneschau                       | ehem. Spinnmühle Beneschau, später Textilfabrik Franz Matousch (býv. textilní továrna Františka Matouše). Im Jahr 1880 wurde hier eine Baumwollspinnerei errichtet, später mit Stromerzeugung. Nach 1945 wurden die beiden Beneschauer Textilfabriken verstaatlicht und in die Pojizerské bavlnářské závody (Fa. Iser-Baumwollspinnereien) eingegliedert. Jetzt Sitz der Firma Jaroslav Pauer – Servosteuerung und Wasserkraftwerk MVE Benešov u Semil 135 | Wikidata-Objekt anzeigen  | weitere Bilder                  |
| Kundratice 57, 60, OT von Košťálov (Standort)                         | Obere Mühle Kundratitz                     | ehem. Obere Mühle oder Mach-Mühle Kundratitz – Machův mlýn am Kundratitzer Bach (Kundratický potok), urspr. ein Herrenhaus, 1783 zum Mühlen-Blockhaus umgebaut (Nr. 60), nach 1918 wurde daneben ein Ziegelbau errichtet (Nr. 57), ohne besondere technische Mühleneinrichtung, als Kulturdenkmal geschützt. | 34245/6-2652 Info Katalog | Obere Mühle Kundratitz          |
| Košťálov 63 (Standort)                                                | Janats Mühle Koschtialow                   | ehem. Janat-Mühle Koschtialow – Janatův mlýn am Bach Oleška, Mühle vermutlich aus dem 18. Jahrhundert, urspr. mit zwei Wasserrädern, später Umbau zur Kunstmühle, 1941 wurde der Betrieb eingestellt, als Kulturdenkmal geschützt. | 50850/6-6184 Info Katalog | Janats Mühle Koschtialow        |
| Semily, 3. května 860 (Standort)                                      | Mühle Semil                                | ehem. Mühle Semil, später Industriemühle, jetzt Bäckerei Semily, 3. května 328 |                           | BW                              |
| Semily, 28. října 63 und 68 (Standort)                                | Rieger-Mühle Semil                         | ehem. Rieger-Mühle Semil – Riegrův mlýn (Riegrův domek), Rest der urspr. Mühlenanlage, später Textilfabrik, teilweise zum Rathaus (Riegrovo náměstí 63) umgebaut, nur noch das Geburtshaus von František Ladislav Rieger (1811–1903) ist erhalten, ab 1999 zum Infozentrum umgestaltet. | Wikidata-Objekt anzeigen  | weitere Bilder                  |
| Semily-Podmoklice, Řeky (Standort)                                    | Mühle Podmoklitz                           | ehem. Mühle Podmoklitz, jetzt Kleinwasserkraftwerk MVE Semily-Řeky |                           | BW                              |
| Bítouchov 148, OT von Semily (Standort)                               | MVE am Wehr Jímací jez Bitauchow           | MVE Bítouchov am großen Wehr Jímací jez, technisches Denkmal | Wikidata-Objekt anzeigen  | weitere Bilder                  |
| Semily-Spálov 54 (Standort)                                           | Wasserkraftwerk Spálov                     | jetzt MVE Vodní elektrárna Spálov, als Laufwasserkraftwerk an der Jizera betrieben, von 1921 bis 1926 vom Architekten Emil Králíček (1877–1930) im Art-Déco-Stil erbaut, im Jahr 1998 modernisiert, dabei wurden die urspr. Francis-Turbinen durch Kaplan-Turbinen ersetzt und die Gesamtleistung auf 2,4 MW erhöht. | Wikidata-Objekt anzeigen  | weitere Bilder                  |
| Železný Brod, Těpeře 1 (Standort)                                     | Skaler Mühle Eisenbrod                     | ehem. Skaler Mühle Eisenbrod – Skalský mlýn am Bach Žernovník (Wiesenflössel), jetzt ruinös, daneben Gebäude zur Reparatur von Wasserturbinen. |                           | BW                              |
| Železný Brod, Betlémská 92 (Standort)                                 | Mittelmühle Eisenbrod                      | ehem. Mittelmühle Eisenbrod – Prostřední mlýn am Bach Žernovník, später Glasschleiferei, jetzt Fabrikgelände. |                           | BW                              |
| Železný Brod, Štefánikova 89 (Standort)                               | Alte Mühle Eisenbrod                       | ehem. Mühle Eisenbrod in volkstümlicher Architektur - Knopův, Starý mlýn am Bach Žernovník, später Glasschleiferei, abgerissen und durch ein neues Gebäude ersetzt, jetzt Hotel „Starý mlýn“. |                           | BW                              |
| Železný Brod, Husova 144 (Standort)                                   | Niedere Mühle Eisenbrod                    | ehem. Niedere Mühle Eisenbrod – Dolní mlýn, jetzt Pension und Restaurant U zvonice |                           | BW                              |
| Železný Brod 890 (Standort)                                           | Mühle Eisenbrod                            | ehem. Mühle Eisenbrod, jetzt Wasserkraftwerk MVE Železný Brod |                           | BW                              |
| Železný Brod, Splzov 1 (Standort)                                     | Mühle Eisenbrod-Splzow                     | ehem. Mühle Splzow – mlýn ve Splzově am Bach Huntířovský potok, jetzt Sitz verschiedener Firmen |                           | BW                              |
| Líšný, 2.díl 6 (Standort)                                             | Lischneier Mühle                           | ehem. Lischneier Mühle – Líšenský mlýn, jetzt ein Industriegelände mit Wasserkraftanlage MVE Líšný (Líšný, 2.díl 2) |                           | BW                              |
| Malá Skála, Labe 191 (Standort)                                       | Kleinskaler Mühle                          | ehem. Kleinskaler Mühle oder Vacarda-Mühle Kleinskal – Vacardův, Podvranský mlýn am Bach Vranský potok unterhalb der Burgruine Vranov, Mühle von 1765 bis 1897 im Besitz der Familie Vacarda, als Sägewerk und Glasschleiferei bis 1910 in Betrieb, urspr. mit einem Mühlrad von 9 m Durchmesser, als Kulturdenkmal geschützt. | 33555/5-73 Info Katalog   | weitere Bilder                  |
| Vranové, 2.díl 137, OT von Malá Skála (Standort)                      | Mühle Wranow                               | ehem. Mühle Wranow – mlýn ve Vranovém auf der Insel |                           | BW                              |
| Rakousy 1 (Standort)                                                  | Bethlehem-Mühle Rakaus                     | ehem. Bethlehem-Mühle Rakaus – Betlémský mlýn Rakousy, jetzt Wohnhaus |                           | BW                              |
| Dolánky u Turnova 7, OT von Turnov (Standort)                         | Mühle Dolanka                              | ehem. Mühle Dolanka von 1608 – Ábelův mlýn Dolánky am Wasowetzer Bach (Vazovecký potok), urspr. Gutsmühle der Herrschaft von Schloss Hrubý Rohozec, seit dem 18. Jahrhundert im Besitz von privaten Müllern. Die Mühle ist nach dem letzten Besitzer Josef Ábel benannt, der den Mühlenbetrieb 1942 eingestellt hat. Das historische Erscheinungsbild der ehem. Mühle wurde durch unsachgemäße Umbauten erheblich verändert, jetzt als Restaurant und Pension genutzt und als Kulturdenkmal geschützt. | 25237/6-2512 Info Katalog | weitere Bilder                  |
| Turnov, Jiráskova 118 (Standort)                                      | Mühle Turnau                               | ehem. Mühle Turnau – Podkostelní, Kocourkovský mlýn Turnov am Mühlgraben (Malá Jizera - Kleine Iser), jetzt Sägewerk und kleines Wasserkraftwerk MVE Vodní elektrárna Turnov Emil Votrubec |                           | Mühle Turnau                    |
| Turnov, Koňský trh 201 (Standort)                                     | Gebrannte Mühle Turnau                     | ehem. Gebrannte Mühle Turnau – Shořalý mlýn Turnov an der Malý Jizera, jetzt kleines Wasserkraftwerk MVE |                           | Gebrannte Mühle Turnau          |
| Přepeře 24, OT von Turnov (Standort)                                  | Mühle Pschepersch                          | ehem. Mühle Pschepersch – mlýn v Přepeřích, jetzt kleines Wasserkraftwerk MVE Přepeře |                           | Mühle Pschepersch               |
| Svijany 17 (Standort)                                                 | Perner-Mühle Svijany                       | Perner-Mühle Svijany – mlýn Perner Svijany, urspr. eine Gutsmühle der Adelsfamilien Wartenberg, Waldstein und Schlik, späterer Besitzer war Michal Mácha (1812–1871), der Bruder des Dichters Karel Hynek Mácha (1810–1836). Im Jahr 1933 wurde die Svijaner Mühle von Bohumil Perner, dem Großvater des heutigen Besitzers gekauft. 1948 wurde die Mühle verstaatlicht, 1992 wurde sie an die Familie Perner zurückgegeben. Nach zwei Jahrzehnten der Entwicklung ist die Mühle der Familie Perner heute einer der größten Mehlproduzenten des Landes und verfügt über die fortschrittlichste Mühlentechnologie in der Tschechischen Republik. Sie wird als Mahlmühle und zur Stromerzeugung genutzt. | Wikidata-Objekt anzeigen  | weitere Bilder                  |
| Březina 34 (Standort)                                                 | Mühle Birkicht                             | ehem. Mühle Birkicht – mlýn v Březině am linken Ufer der Jizera, jetzt Wohnhaus, Rekonstruktion geplant. | Wikidata-Objekt anzeigen  | weitere Bilder                  |
| Loukovec, Hubálov 6 (Standort)                                        | Mühle Hubalow                              | ehem. Mühle Hubalow – mlýn Hubalovský, um 1900 als mechanische Webmühle genutzt, jetzt Kleinkraftwerk MVE |                           | BW                              |
| Hněvousice 328, 540, OT von Mnichovo Hradiště (Standort)              | Mühle Neusitz                              | ehem. Mühle Neusitz – mlýn v Hněvousicích, jetzt Wohnhaus, in der Nähe befindet sich ein Kleinwasserkraftwerk MVE Hněvousice, Budovcova 4 |                           | BW                              |
| Veselá, K Pískovně ev. 1, 23, 32, OT von Mnichovo Hradiště (Standort) | Mühle Haskow                               | ehem. Mühle Haskow – mlýn Haškov, mlýn v Roztokách, 2018 abgerissen, jetzt Industriekomplex Škoda Mnichovo Hradiště |                           | BW                              |
| Bakov, Linkova 378 (Standort)                                         | Mühle Backofen                             | ehem. Mühle Backofen, jetzt Wasserkraftwerk MVE Bakov |                           | BW                              |
| Bakov nad Jizerou, Rybní důl 723, 849 im OT Trenčín (Standort)        | Valenta-Mühle Backofen                     | ehem. Valenta-Mühle Backofen – Valentův mlýn, mlýn Josef Valenta am Bach Kněžmostka. Die Mühle wurde als Mahlmühle und zur Stromerzeugung genutzt, jetzt als Mühlen-Museum. Die Valenta-Mühle wurde von Jan Rypl an der Stelle einer Windmühle errichtet. Im Jahr 1879 brannte die Mühle nieder und wurde wieder aufgebaut. Nach zahlreichen weiteren Besitzern gelangte die Mühle um 1930 in den Besitz der Familie Valenta. Kurz nach dem Zweiten Weltkrieg war die Mühle noch in Betrieb. In den 1950er Jahren wurde sie verstaatlicht und der Betrieb eingestellt. In den 1990er Jahren wurde sie als Restitution an die Familie Valenta zurückgegeben, sie wurde repariert und blieb bis 2012 in Betrieb. Das Gebäude ist ein einstöckiger verputzter Backsteinbau. Die Geschosse sind durch ein umlaufendes Gesims unterteilt. In der Fassade ist eine historische Inschrift erhalten. Die Innenausstattung der Mühle stammt aus der Zeit um 1900, wobei ein Teil der Ausstattung durch weitere nicht funktionsfähige Teile ergänzt wurde. Daten für 1930: Oberwasser-Wasserrad mit einer Leistung von 4 PS bei einer Fallhöhe von 2,6 m. Stand 2013: Francis-Turbine. | Wikidata-Objekt anzeigen  | BW                              |
| Josefův Důl 27 (Standort)                                             | Mühle Josephsthal                          | ehem. Mühle Josephsthal, jetzt Wasserkraftwerk MVE Josefův Důl |                           | BW                              |
| Mladá Boleslav, Ptácká 235 (Standort)                                 | Neumühle Jungbunzlau                       | ehem. Neumühle Jungbunzlau – mlýn Rožatov, Nový mlýn, jetzt Wasserkraftwerk MVE Mladá Boleslav |                           | BW                              |
| Mladá Boleslav (Standort)                                             | Mühle Jungbunzlau                          | ehem. Mühle Jungbunzlau – mlýn Mladá Boleslav, jetzt MVE Mladá Boleslav |                           | BW                              |
| Mladá Boleslav, Ptácká 13/19 (Standort)                               | Stadtmühle Jungbunzlau                     | ehem. Stadtmühle Jungbunzlau – Podstupenský, Vaňkův, Slavíkův, Egerův mlýn Mladá Boleslav, urspr. größte Stadtmühle, 2015 abgerissen (wüst) |                           | BW                              |
| Mladá Boleslav 123 (Standort)                                         | Schubert-Mühle Jungbunzlau                 | ehem. Schubert-Mühle Jungbunzlau – mlýn Na valše, Buriánkův, Schubertův mlýn Mladá Boleslav, urspr. eine Walkmühle, nach Brand um 2015 abgerissen |                           | BW                              |
| Mladá Boleslav 80 (Standort)                                          | Schlossmühle Jungbunzlau                   | ehem. Schlossmühle Jungbunzlau – Podzámecký, Strnadovský mlýn Mladá Boleslav, abgerissen, jetzt neuer Industriekomplex Škoda Mladá Boleslav |                           | BW                              |
| Čejetice-Neuberk, Vinecká 2, 106, OT von Mladá Boleslav (Standort)    | Neuberger Mühle                            | ehem. Neuberger Mühle – Dlabačův mlýn, mlýn Neuberk |                           | BW                              |
| Vinec 32, 55 (Standort)                                               | Mühle Winetz                               | ehem. Mühle Winetz – mlýn ve Vinci, eine große Mühle, aus mehreren Gebäuden bestehend, nicht funktionsfähig, ein Teil der Mühle ist niedergebrannt, gegenüber der Mühle steht ein Kleinwasserkraftwerk im Stil des späten Jugendstils, jetzt Wasserkraftwerk MVE Vinec |                           | Mühle Winetz                    |
| Krnsko 58 (Standort)                                                  | Mühle Krnsko                               | ehem. Mühle Krnsko – mlýn v Krnsku, später Firma zur Graupen-Herstellung, die Mühle wurde 2015 niedergebrannt und anschließend abgerissen, nur ein Kleinwasserkraftwerk ist noch in Betrieb |                           | BW                              |
| Písková Lhota, Zámostí 23 (Standort)                                  | Mühle Zamost                               | ehem. Mühle Zamost – mlýn a elektrárna v Zámostí, in den 1920er Jahren wurde weiterer Bau (Graupenmühle) ergänzt, jetzt ein landwirtschaftliches Unternehmen und ein kleines Wasserkraftwerk MVE Krnsko (Písková Lhota) |                           | BW                              |
| Brodce, Mlýn 195 (Standort)                                           | Mühle Brodetz                              | urspr. eine Mühle Brodetz – mlýn Horka oder mlýn v Brodcích, später ein Sägewerk, nach 1990 erfolgte die Restitution an die Familie Langer, jetzt Firma J. A. Langer & synové spol. s.r.o. und kleines Wasserkraftwerk MVE Brodce |                           | BW                              |
| Benátky nad Jizerou, Dražice 63 (Standort)                            | Mühle Draschitz                            | urspr. Mühle Benatek Draschitz – elektrárna v Dražicích, ab 1910 ein Wasserkraftwerk MVE Dražice, jetzt ein kleines Wasserkraftwerk und Standort eines Industriekomplexes. |                           | BW                              |
| Benátky nad Jizerou, Podolecká 16, 116 (Standort)                     | Mühle Benatek                              | ehem. Mühle Benatek – Ješkův mlýn, abgerissen (wüst), genaue Lage unklar |                           | BW                              |
| Benátky nad Jizerou, Tovární 210 (Standort)                           | Mühle Benatek                              | ehem. Mühle Benatek – mlýn v Benátkách nad Jizerou, jetzt Wasserkraftwerk MVE Benátky nad Jizerou, Standort im Industriegebiet |                           | BW                              |
| Benátky nad Jizerou-Obodř, Podskalská 65/1 (Standort)                 | Walzenmühle Ernst Menzel Benatek-Obodersch | ehem. Walzenmühle Ernst Menzel Benatek-Obodersch – Válcový mlýn Arnošta Mencla Obodř, Mühle mit gegenüberliegendem Wohnhaus (Podskalská 54/30) |                           | BW                              |
| Předměřice nad Jizerou, Kačov 10 (Standort)                           | Kochanek-Mühle Předmeritz-Kačow            | ehem. Kochanek-Mühle Předmeritz-Kačow – Kačovský, Koštířův mlýn Předměřice nad Jizerou, bereits um 1930 als Wasserkraftwerk MVE Předměřice-Kačov betrieben |                           | Kochanek-Mühle Předmeritz-Kačow |

## Liste von Mühlen an Zuflüssen
Die Liste der ehemaligen Mühlen an den Zuflüssen ist entsprechend der örtlichen Lage am von der Quelle bis zur Mündung gegliedert.
| Mühlen an der Jizerka (Iser)                                     |                                         | |                           |                                |
| Vítkovice v Krkonoších 132 (Standort)                            | Thomas-Mühle Wittkowitz                 | ehem. Thomas-Mühle Wittkowitz – Thomasův mlýn an der Jizerka (Kleine Iser), später Sägewerk |                           | BW                             |
| Vítkovice v Krkonoších 27 (Standort)                             | Alte Mühle Wittkowitz                   | ehem. Alte Mühle Wittkowitz – Starý mlýn, jetzt Pension und Gaststätte |                           | BW                             |
| Vítkovice v Krkonoších 33 (Standort)                             | Mühle Wittkowitz                        | ehem. Papiermühle Wittkowitz, im 19. Jahrhundert Papierfabrik Veith – Veithova papírna |                           | BW                             |
| Křížlice 33, OT von Jestřabí v Krkonoších (Standort)             | Nikolaus-Mühle Krizlitz                 | ehem. Nikolaus-Mühle Krizlitz – Mikoláškův, Machovský mlýn Křížlice an der Jizerka (Kleine Iser), Mühle vom Ende des 18. Jahrhunderts, im 19. Jahrhundert Umbau zum sog. Riesengebirgshaus mit mehreren Stockwerken. Nutzung als Mahl- und Schleifmühle sowie zur Stromerzeugung. Die Besitzer-Familie Mikoláškov lebte bis Ende der 1950er Jahre in der Mühle. Bereits 1958 wurde das Gebäude zum Kulturdenkmal erklärt. Ein besonderes Architektur-Element sind die im 1. Stockwerk angeordneten Pawlatschen. Im Jahr 2014 wurden das Dach und der Dachstuhl über der Scheune repariert. Die Mühlenausrüstung ist erhalten und in gutem Zustand. | 20763/6-2647 Info Katalog | Nikolaus-Mühle Krizlitz        |
| Mrklov 51, OT von Benecko (Standort)                             | Erlebach-Mühle Merkelsdorf              | ehem. Erlebach-Mühle Merkelsdorf – Erlebachův mlýn Mrklov am Bach Cedron, benannt nach dem biblischen Bach Kidron. Ziegelbau auf Bruchstein-Fundamenten, jetzt Pension |                           | BW                             |
| Mrklov 76, OT von Benecko (Standort)                             | Schier-Mühle Merkelsdorf                | ehem. Schier-Mühle Merkelsdorf – Prakovický, Šírův mlýn am Bach Cedron, stillgelegte Mühle im OT Prakovice aus dem 19. Jahrhundert, zwischen Mrklov und Horní Štěpanice gelegen. Der Erbauer im Jahr 1849 und erste Besitzer der zuerst einstöckigen Holzmühle war Franz Schier. Seit 1930er Jahren durch Paul Schier als kleine Wasserkraftanlage mit einer Francis-Turbine der Firma Josef Prokop & Söhne, Pardubice ausgerüstet, die bis heute erhalten geblieben ist. 1934 Umbau der Mühle zu einem zweistöckigen Backsteingebäude mit Bäckerei. Die Mühle war bis 1952 in Betrieb, wurde aber bis etwa 1975 noch zeitweise betrieben. Sie war damals immer noch im Besitz der Familie Schier (Šír). | Wikidata-Objekt anzeigen  | BW                             |
| Dolní Štěpanice 80, OT von Benecko (Standort)                    | Mühle Nieder Stepanitz                  | ehem. Mühle Nieder Stepanitz – Havlíčkův mlýn, Mühle am Cedron, aus dem 19. Jahrhundert, urspr. Besitzer: Josef Havlíček. |                           | BW                             |
| Dolní Štěpanice 57 (Standort)                                    | Hanusch-Mühle Nieder Stepanitz          | ehem. Hanusch-Mühle Nieder Stepanitz – Hanušův mlýn am Cedron, später Weberei, jetzt Wohnhaus |                           | BW                             |
| Dolní Štěpanice 98 (Standort)                                    | Mühle Nieder Stepanitz                  | ehem. Mühle Nieder Stepanitz, jetzt MVE Dolní Štěpanice |                           | BW                             |
| Dolní Štěpanice 104 (Standort)                                   | Herrenmühle Nieder Stepanitz            | ehem. Herrenmühle Nieder Stepanitz – Zubatého, Dolnoštěpanický mlýn oder Panský mlýn an der Jizerka, Mühle von 1584, eine der ältesten Mühlen der Region, ab 1807 für über 100 Jahre im Besitz der Familie Zubatý, ab 1908 außer Betrieb, danach Wäschemangel, später vom Textilunternehmer František Brůn jr. zur Industriemühle und zur Stromerzeugung umgebaut, 1948 beschlagnahmt und verstaatlicht, jetzt Firma Delfi Rehab, s.r.o. | Wikidata-Objekt anzeigen  | weitere Bilder                 |
| Hrabačov 801, OT von Jilemnice (Standort)                        | Erlebach-Mühle Hrabatschow              | ehem. Erlebach-Mühle Hrabatschow – Erlebachův mlýn Hrabačov, Mühle aus der 2. Hälfte des 19. Jahrhunderts am Starkenbach (Jilemka) |                           | BW                             |
| Hrabačov, Jizerská 756 (Standort)                                | Vejnar-Mühle Hrabatschow                | ehem. Vejnar-Mühle Hrabatschow – Hrabačovský, Vejnarův mlýn Hrabačov an der Jizerka, später Wasserkraftwerk Vejnarova elektrárna, technisches Denkmal. Der Bau der heutigen Mühle stammt aus dem Anfang des 19. Jahrhunderts. Seit 1826 gehörte sie der Familie Vejnar, 1912 wurde sie zu einem Wasserkraftwerk umgebaut, das seit 1913 die gesamte Stadt Jilemnice mit Strom versorgte. Vejnar war für die Elektrifizierung der Stadt und ihrer Umgebung verantwortlich. Er gründete dazu die Firma P & P Vejnar (Petr & Pavel Vejnar), die das Stromnetz verwaltete. Die Firma wurde bereits 1946 verstaatlicht. und die Gebäude 1958 zum Kulturdenkmal erklärt. | 16756/6-2624 Info Katalog | Vejnar-Mühle Hrabatschow       |
| Víchová nad Jizerou 3 (Standort)                                 | Gerl-Mühle Wichowa                      | ehem. Gerl-Mühle Wichowa – Gerlův mlýn, mlýn Na staré poště, bekannt unter dem Namen „Alte Post“, als kleine Wasserkraftanlage genutzt |                           | BW                             |
| Mühlen an der Kamenice (Kamnitz)                                 |                                         | |                           |                                |
| Josefův Důl 61 (Standort)                                        | Mühle Josefsthal                        | ehem. Mühle Josefsthal – mlýn v Josefově Dole an der Kamenice (Kamnitz), jetzt Pension |                           | BW                             |
| Josefův Důl 36 (Standort)                                        | Mühle Josefsthal                        | ehem. Mühle Josefsthal – mlýn v Josefově Dole, später Schleifmühle, jetzt Wohnhaus |                           | BW                             |
| Josefův Důl 213 (Standort)                                       | Mühle Josefsthal                        | ehem. Mühle Josefsthal – mlýn v Josefově Dole am Bach Jedlová, jetzt Pension |                           | BW                             |
| Antonínov 21, OT von Josefův Důl u Jablonce nad Nisou (Standort) | Link-Mühle Antoniwald                   | ehem. Link-Mühle Antoniwald – Linkův mlýn Antonínov, Mühle von 1856, jetzt Pension |                           | BW                             |
| Jiřetín pod Bukovou (Standort)                                   | Georgenthaler Mühle                     | ehem. Georgenthaler Mühle, abgerissen (wüst), jetzt MVE Jiřetín pod Bukovou 139 |                           | BW                             |
| Smržovka, Údolní 259 (Standort)                                  | Mühle Morchenstern                      | ehem. Mühle Morchenstern – mlýn na Chudeříně Smržovka, jetzt Fabrikgebäude |                           | BW                             |
| Smržovka, Klášterní 871 (Standort)                               | Textilfabrik Priebsch Morchenstern      | urspr. Spinnmühle Morchenstern, von 1909 bis 1912 Neubau der Textilfabrik Johann Priebsch Morchenstern durch die Architekten Max Hans Kühne und William Lossow aus Dresden, jetzt Přádelna SEBA | Wikidata-Objekt anzeigen  | weitere Bilder                 |
| Desná-Souš, Soušská 402 (Standort)                               | Darre-Mühle                             | ehem. Darre-Mühle – Soušský mlýn a brusírna in Souš an der Černá Desná (Schwarze Desse), Getreidemühle, später Glasschleiferei, 500 m südlich der Darretalsperre. |                           | BW                             |
| Desná, K Elektrárně 103 (Standort)                               | Wenzel-Walzenmühle Tiefenbach           | ehem. Wenzel-Walzenmühle Tiefenbach – Wenzelův válcový mlýn Desná, Mühle vom Ende des 19. Jahrhunderts, an der Schwarzen Desse |                           | BW                             |
| Desná, Údolní 15 (Standort)                                      | Karneth-Mühle Dessendorf                | ehem. Karneth-Mühle Dessendorf – Karnetův mlýn Desná, Mühle an der Bílá Desná (Weiße Desse). Mühle - vermutlich das älteste Gebäude von Desná, der urspr. Charakter des Gebäudes, der Antrieb und die Reste der Ausrüstung sind erhalten geblieben, später Fabrikgebäude und Glasschleiferei, jetzt Wasserkraftwerk MVE Desná, Údolní 142. |                           | BW                             |
| Desná, Žďár 154 (Standort)                                       | Zimmer-Mühle Dessendorf                 | ehem. Zimmer-Mühle Dessendorf – Zimmerův mlýn Desná, Mühle aus der 2. Hälfte des 18. Jahrhunderts, an der Weißen Desse, später Bäckerei |                           | BW                             |
| Tanvald, Krkonošská 639 (Standort)                               | Mühle Tannwald                          | ehem. Mühle Tannwald – mlýn Tanvald, jetzt MVE Tanvald |                           | BW                             |
| Velké Hamry 44 (Standort)                                        | Steinmühle oder Gruss-Mühle Großhammer  | ehem. Gruss-Mühle Großhammer – Kamenný, Grussův mlýn Velké Hamry, erste Steinmühle, abgerissen (wüst) |                           | BW                             |
| Velké Hamry 66 (Standort)                                        | Steinmühle oder Hozduv-Mühle Großhammer | ehem. Mühle Großhammer – Kamenný, Hozdův mlýn Velké Hamry, zweite Steinmühle, später ein Sägewerk, abgerissen (wüst) |                           | BW                             |
| Šumburk nad Desnou 447, im OT Popelnice (Standort)               | Mühle Schumburg-Popelnitz               | ehem. Mühle Schumburg-Popelnitz – mlýn Popelnice, jetzt Wasserkraftwerk MVE Popelnice |                           | BW                             |
| Velké Hamry 642, OT Svárov (Standort)                            | Spinnmühle Swarov                       | ehem. Spinnmühle Swarov – přádelna mlýn Velké Hamry, jetzt MVE Svárov |                           | Spinnmühle Swarov              |
| Velké Hamry 592, 707, OT Mezivodí (Standort)                     | Mezivoda-Mühle Großhammer               | ehem. Mezivoda-Mühle Großhammer – Mezivodský mlýn, später Textilfabrik SEBA und Wasserkraftwerk, jetzt verlassen und ruinös |                           | Mezivoda-Mühle Großhammer      |
| Plavy 67 (Standort)                                              | Mühle Plavy                             | ehem. Mühle Plavy – Jůnův, Haratický mlýn Plavy, Mühle aus dem 17. Jahrhundert, später in eine Industriemühle und Textilfabrik umgewandelt, jetzt Museum der Tschechoslowakischen Armee. |                           | Mühle Plavy                    |
| Plavy, OT Mlýnska (Standort)                                     | Spinnmühle Plavy                        | ehem. Spinnmühle Plavy, später Spinnfabrik, jetzt MVE Plavy |                           | Spinnmühle Plavy               |
| Jesenný (Standort)                                               | Mühle Jesen                             | ehem. Mühle Jesen – mlýn Jesenný, jetzt Wasserkraftwerk MVE Jesenný I |                           | BW                             |
| Jesenný - Bohuňovsko 18 (Standort)                               | Mühle Jesen                             | ehem. Mühle Jesen, später Glashütte – Sklářská huť a vodní elektrárna Jesenný, Glashütte mit Tafelglas-Herstellung, jetzt auch Kleinwasserkraftwerk mit Francis-Turbinen aus dem Jahr 1909. |                           | BW                             |
| Jesenný - Bohuňovsko 6 (Standort)                                | Mühle Jesen                             | ehem. Mühle Jesen – Bohuňovský mlýn Jesenný, kleine Mühle, vor 1875, beim Bau der Eisenbahnlinie Železný Brod-Tanvald abgerissen |                           | BW                             |
| Mühlen an der Mohelka                                            |                                         | |                           |                                |
| Kokonín, Tyršova stezka 55, OT von Jablonec nad Nisou (Standort) | Obermühle Kukan                         | ehem. Obermühle Kukan – Horní mlýn Kokonín an der Mohelka, Mühle vom Ende des 17. Jahrhunderts, bis zum Ende des 1. Weltkriegs in Betrieb, 1934 abgebrannt, veränderter Wiederaufbau des Mühlengebäudes, jetzt Wohnhaus |                           | BW                             |
| Kokonín 62/248 (Standort)                                        | Niedermühle Kukan                       | ehem. Niedermühle Kukan – Dolní mlýn Kokonín; Mühle mit bäuerlicher Architektur, vermutlich aus der Mitte des 16. Jahrhunderts, ab 1894 Glasschleiferei, Umbau von 1904/05 mit starken Veränderungen, von 1960 bis 1990 Betriebsteil einer Firma aus Gablonz, seit 1991 privates Wohnhaus |                           | BW                             |
| Pulečný 36 (Standort)                                            | David-Mühle Puletschnei                 | ehem. David-Mühle Puletschnei – Davidův mlýn Pulečný, Ende des 19. Jahrhunderts Umbau zum Wasserkraftwerk, das Gebäude der früheren Mühle ist jetzt Teil des Industriekomplexes. |                           | BW                             |
| Rychnov u Jablonce nad Nisou, Mlýnská 29 (Standort)              | Sensen- oder Minx-Mühle Reichenau       | ehem. Sensen- oder Minx-Mühle Reichenau – Sensův mlýn Rychnov, älteste Mühle der Stadt, aus dem 16. Jahrhundert, Ende des 19. Jahrhunderts abgerissen |                           | BW                             |
| Rádlo 223 (Standort)                                             | Schneidermühle Radl                     | ehem. Schneidermühle Radl – Schneiderův mlýn Rádlo; jetzt Teil eines Gebäudekomplexes |                           | BW                             |
| Hodkovice nad Mohelkou, Rychnovská ev. 30, OT Šimovna (Standort) | Carls-Mühle Liebenau                    | ehem. Carls-Mühle Liebenau – mlýn v Lesích Hodkovice-Šimovna |                           | BW                             |
| Hodkovice nad Mohelkou, Mlýnská 240 (Standort)                   | Obermühle Liebenau                      | ehem. Obermühle Liebenau – Horní, Špičkův mlýn Hodkovice |                           | Obermühle Liebenau             |
| Hodkovice nad Mohelkou, Poštovská 261 (Standort)                 | Mittelmühle Liebenau                    | ehem. Mittelmühle Liebenau – Prostřední mlýn Hodkovice, Backsteinbau |                           | Mittelmühle Liebenau           |
| Hodkovice nad Mohelkou, Rychnovská 422 (Standort)                | Mühle Liebenau                          | ehem. Mühle Liebenau, später Brauerei – bývalý pivovar Hodkovice |                           | BW                             |
| Hodkovice nad Mohelkou, Pražská 316 (Standort)                   | Stadtmühle Liebenau                     | ehem. Stadtmühle oder Niedermühle Liebenau – Dolní mlýn v Hodkovicích |                           | BW                             |
| Jílové, OT von Hodkovice nad Mohelkou (Standort)                 | Wiesenmühle Jilowei                     | ehem. Wiesenmühle Jilowei – Loukovský, Lucký, Luční, Ullrichův mlýn Jílové; Mühle vom Anfang des 17. Jahrhunderts, abgerissen (wüst) |                           | BW                             |
| Žďárek ev. 6 (Standort)                                          | Neumühle Scharchen                      | ehem. Neumühle Scharchen – Nový, Vinšův mlýn Žďárek, Teil eines Gebäudekomplexes, Besitzer in den 1870er Jahren war der Müller Mitlehner, ab 1909 Glasschleiferei, 1929 abgebrannt und wieder aufgebaut, der Großteil der Mühlenausrüstung ist erhalten, jetzt Bäckerei und kleine Wasserkraftanlage. |                           | BW                             |
| Sedlejovice 6, OT von Sychrov (Standort)                         | Sedlowitzer Mühle                       | ehem. Sedlowitzer Mühle – Sedlejovický mlýn, Mühle vom Anfang des 18. Jahrhunderts |                           | BW                             |
| Sychrov, Třtí 8 (Standort)                                       | Mühle Wetterstein                       | ehem. Mühle Wetterstein – Družstevní mlýn Třtí, Genossenschaftsmühle. Die Mühle stammt aus dem 16. Jahrhundert, im Dreißigjährigen Krieg abgebrannt, 1921 umgebaut auf Turbinenbetrieb, 1939 modernisiert, in den 1950er Jahren wurde die Mühle zum Mahlen von Graphit genutzt. |                           | BW                             |
| Vlastibořice 39 (Standort)                                       | Berans Mühle Wlastiborschitz            | ehem. Berans Mühle Wlastiborschitz – Beranův mlýn v Trávníčku Vlastibořice, Mühle von 1612, ab 1862 in der heutigen Form durch den Besitzer Georg Beran errichtet, am Anfang des 20. Jahrhunderts Glasschleiferei, nach 1920 Betrieb eingestellt, 1958 unter Denkmalschutz gestellt, in den 1970er Jahren wieder aufgebaut, jetzt Wohnhaus und Pension. Der obere Mühlgraben ist etwa 400 m lang, der Untergraben führt direkt zur Genossenschaftsmühle Trávníček. | 34622/5-4496 Info Katalog | weitere Bilder                 |
| Trávníček 32, OT von Bílá u Českého Dubu (Standort)              | Genossenschaftsmühle Trávníček          | ehem. Genossenschaftsmühle Trávníček – Dolní, Hudcův, Družstevní mlýn oder Trávníček mlýn, entstanden im 17. Jahrhundert, Genossenschaftsmühle, später Sägewerk |                           | Genossenschaftsmühle Trávníček |
| Letařovice 4 (Standort)                                          | Bartosch-Mühle Letarschowitz            | ehem. Bartosch-Mühle Letarschowitz – Bartošův mlýn Letařovice, jetzt Kinderferienlager |                           | Bartosch-Mühle Letarschowitz   |
| Český Dub, Husova 16 (Standort)                                  | Niedermühle Böhmisch Aicha              | ehem. Niedermühle Böhmisch Aicha – Dolní mlýn Český Dub am Jeschkenbach (Ještědka). Die Mühle hatte zunächst verschiedene Besitzer und wurde 1927 von der Firma F. Schmitt Wollwarenfabrik übernommen. Ab Dezember 1931 war der Unternehmer Bohumil Jáč Besitzer der Mühle, der diese nach dem Konkurs der Firma Schmitt gekauft hatte. Von 1931 bis 1933 erlernte er selbst das Müllerhandwerk und ließ in den Jahren 1936/37 hier eine Francis-Spiralturbine der Firma Prokop & Söhne, Pardubice einbauen. Im Jahre 1943 wurde die Mühle geschlossen und erst 1945 wieder in Betrieb genommen, sie ist als Kulturdenkmal der Tschechischen Republik geschützt. Die Mühle steht unterhalb der alten Burg und wurde von den beiden Bächen Ještědka und Rašovka angetrieben. Der Untergraben verlief von der Mühle unter der Husova-Straße hindurch und durch den Garten des Hauses Nr. 18 zum Jeschkenbach. | 11033/5-4195 Info Katalog | weitere Bilder                 |
| Bohumileč 1 (Standort)                                           | Mühle Bohumilitz                        | ehem. Mühle Bohumilitz – mlýn v Bohumilči; Mühle am linken Ufer des Bachs Ještědka an der Straße von Český Dub nach Mnichov Hradiště, jetzt als Wohnhaus genutzt. |                           | BW                             |
| Kobyly, Janovice 7 (Standort)                                    | Pauls Walzenmühle Janowitz              | ehem. Walzenmühle von Jaroslav Paul in Janowitz – Válcový mlýn Jaroslav Paulů Janovice, jetzt Wohnhaus |                           | Pauls Walzenmühle Janowitz     |
| Kobyly, OT Podhora 3 (Standort)                                  | Mühle Podhora                           | ehem. Mühle Podhora – mlýn Podhora, jetzt Firma zur Herstellung von Plastikprodukten |                           | BW                             |
| Všelibice, Chlístov 5 (Standort)                                 | Mühle Chlistow                          | ehem. Mühle Chlistow – mlýn v Chlístově, Mühle 1856 von Franz Resl erbaut, 1896 modernisiert, bis 1918 Bäckerei, die Ausrüstung der Mühle ist erhalten geblieben. |                           | BW                             |
| Vicmanov 18, OT von Mukařov u Jiviny (Standort)                  | Mühle Vicmanow                          | ehem. Mühle Vicmanow – Podvicmanovský mlýn am Bach Zábrdka, eine authentisch erhaltene Mühlenanlage aus dem 18. Jahrhundert, mit kompletter Mühleneinrichtung aus der Zeit um 1905, seit 1958 unter Denkmalschutz. Die Podvicmanovský-Mühle oder Wassermühle von Josef Blažek ist eine zweistöckige Holzmühle. Sie liegt in einem tiefen Tal namens Podvicmanov zwischen den Dörfern Vicmanov und Strážiště am Bach Zábrdka, gehört zu den Denkmälern der Volksarchitektur und ist seit 1965 als Kulturdenkmal der Tschechischen Republik geschützt. | 19947/2-1701 Info Katalog | weitere Bilder                 |
| Chocnějovice 44, 39 (Standort)                                   | Mühle Kocniowitz                        | ehem. Mühle Kocniowitz – Chocnějovický mlýn, jetzt Wohnhaus und Kleinwasserkraftwerk. |                           | BW                             |
| Mohelnice nad Jizerou (Standort)                                 | Flodermann-Mühle Mohelnitz              | ehem. Flodermann-Mühle in Mohelnitz an der Iser – Flodermannův mlýn Mohelnice, später Stärkefabrik, verfallen, 2015 abgerissen (wüst) |                           | BW                             |
| Mohelnice nad Jizerou 44 (Standort)                              | Mühle Mohelnitz                         | ehem. Mühle Mohelnitz – mlýn v Mohelnici nad Jizerou I, Mühle im Dreiseithof, jetzt Wohnhaus | Wikidata-Objekt anzeigen  | weitere Bilder                 |
| Mohelnice nad Jizerou 3 (Standort)                               | Munzar-Mühle Mohelnitz                  | ehem. Munzar-Mühle Mohelnitz – Munzarův mlýn Mohelnice, 1879 ein Bauernhaus am rechten Ufer der Mohelka von Václav Sedláček zur Mühle umgebaut, Anfang des 20. Jahrhunderts Mühle mit Bäckerei von Eduard Munzar, 1914 Umbau zum Wasserkraftwerk mit Francis-Turbine, 1917 abgebrannt, 1927 wieder aufgebaut und modernisiert, ab 1934 Mühle von der Familie Munzar an Ladislav Scholz verpachtet, jetzt Wohnhaus sowie kleines Wasserkraftwerk aus dem Jahr 1914. | Wikidata-Objekt anzeigen  | weitere Bilder                 |
| Mohelnice nad Jizerou (Standort)                                 | Alte Mühle Mohelnitz                    | ehem. Alte Mühle Mohelnitz – Starý mlýn Mohelnice, Mühle mit Ersterwähnung um 1400, vermutlich vor 1842 zerstört |                           | BW                             |